# Prager Bürgerwehrmedaille

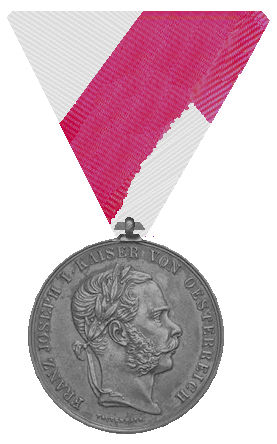
Prager Bürgerwehrmedaille am Dreiecksband

Die Prager Bürgerwehrmedaille wurde am 25. Oktober 1866 durch Kaiser Franz Joseph I. gestiftet und war zur Auszeichnung von Angehörigen der drei Prager Bürgerwehrkorps vorgesehen, die sich während des Deutschen Krieges gegen Preußen und deren Verbündete freiwillig zu den Waffen gemeldet hatten. Das Kontingent bestand aus den Bürgerscharfschützen, der städtischen Garde sowie dem Polizeischarfschützenkorps.

## Aussehen
Die runde, aus Silber gefertigte Medaille zeigt das nach links gewendete Brustbild des Stifters, der auf dem Kopf einen Lorbeerkranz trägt. Umlaufend findet sich die Inschrift FRANZ JOSEPH I KAISER VON OESTERREICH. Im Revers ein unten zusammengebundener Eichenlaubkranz, in dessen Mitte die unterstrichene Jahreszahl 1866 zu sehen ist.

## Trageweise
Getragen wurde die Auszeichnung an einem länglich weiß-rot gestreiften Band – den Farben des Königreiches Böhmen – auf der linken Brustseite.

## Verleihungszahlen
Insgesamt lassen sich 1.080 Verleihungen dokumentieren.